# Europa-Park
Europa-Park er den største forlystelsespark i Tyskland og det næstmest populære forlystelsesparkresort i Europa. Europa-Park er beliggende i byen Rust i Sydvesttyskland mellem Freiburg og Strasbourg i Frankrig. Parken er sommeråben fra marts indtil begyndelsen af november (sommersæsonen) og fra slutningen af november til den anden uge i januar (vintersæson).
Europa-Park drives af familien Mack, der har produceret vogne siden 1780, cirkusvogne siden 1880 og rutsjebaner siden 1921. I parken findes en af Europas højeste rutsjebaner. Den 73 meter høje Silver Star.

## Rutchebaner (udvalgte)
| Navn                     | Type                 | Maks højde | Længde | Maks hastighed                         | Producent                   |
| ------------------------ | -------------------- | ---------- | ------ | -------------------------------------- | --------------------------- |
| Silver Star (rutsjebane) | Stålrutchebane       | 73 m       | 1620 m | 130 km/t                               | Bolliger and Mabillard      |
| Woodan                   | Trærutchebane        | 40 m       | 1050 m | 100 km/t                               | Great Coaster International |
| Blue Fire                | "Affyret" rutchebane | 38 m       | 1056 m | 100 km/t (accelerer 0-100 på 2,5 sek.) | Mack Rides                  |